# Peter Hartmann (Politiker, 1951)
Peter Hartmann (* 1951) ist ein Schweizer Politiker. 2000 wurde Hartmann in den St. Galler Kantonsrat für die SP Kanton St. Gallen gewählt. Als Sekretär des St. Galler Gewerkschaftsbundes machte sich Hartmann einen Namen als Finanzpolitiker. Mit der Wahl der damaligen Präsidentin der SP-Fraktion im Kantonsrat Barbara Gysi in den Nationalrat wurde Hartmann als ihr Nachfolger bestimmt. Seit den Kantonsratswahlen 2012 ist Hartmann Präsident der SP-Grünen-Fraktion.